# Brennero
Brennero, németül: Brenner, település Olaszországban, Bolzano autonóm megyében. Lakosainak száma 2328 fő (2023. január 1.). Brennero Racines, Val di Vizze, Vipiteno, Gries am Brenner, Gschnitz, Neustift im Stubaital és Obernberg am Brenner községekkel határos.

## Története
1400 körül az Brenner-fürdőt említették először egy dokumentumban. A Brenner-vasútvonalat 1867-ben nyitották meg. Az 1919-es saint-germaini békeszerződésben kijelölt határvonal Ausztria és Olaszország között a településen halad át.
A második világháború alatt erősen bombázták, az olaszországi német csapatok miatt.

## Népesség
A település népességének változása:

## Politika
Polgármesterek 1952-től:
- 1952–1956 Ludwig Gröbner
- 1956–1965 August Gröbner
- 1965–1977 Emil Egartner
- 1977–1995 Alfred Plank
- 1995–2008 Christian Egartner
- 2009–2020 Franz Kompatscher
- 2020–0 Martin Alber

## Főbb látnivalói
- Stazione di Moncucco (Bahnhof Schelleberg)
- La cappella del Lupo (Wolfenkapelle)
- Cappella Maria Hilf di Terme di Brennero (Brennerbadkapelle)

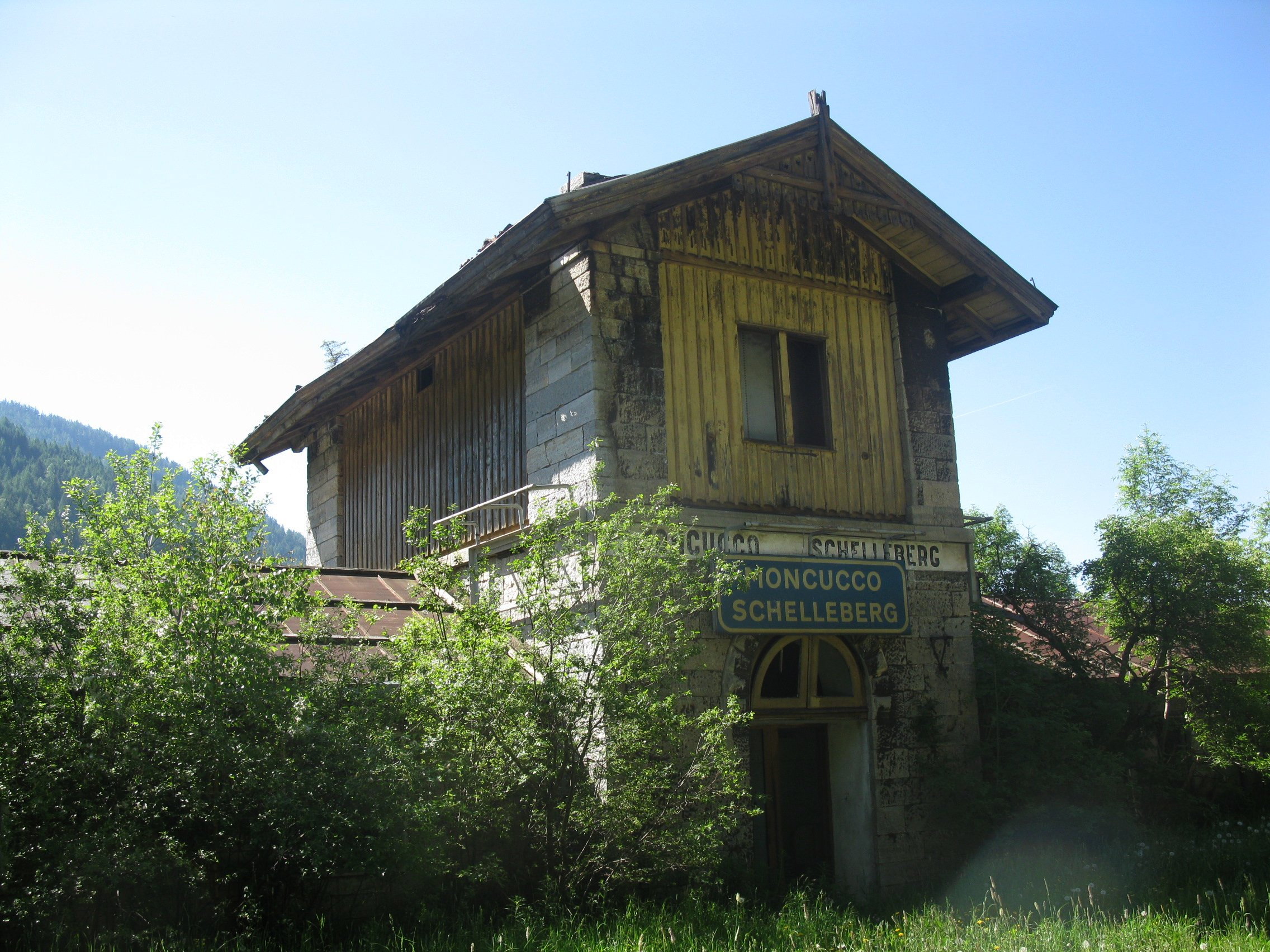
Stazione di Moncucco
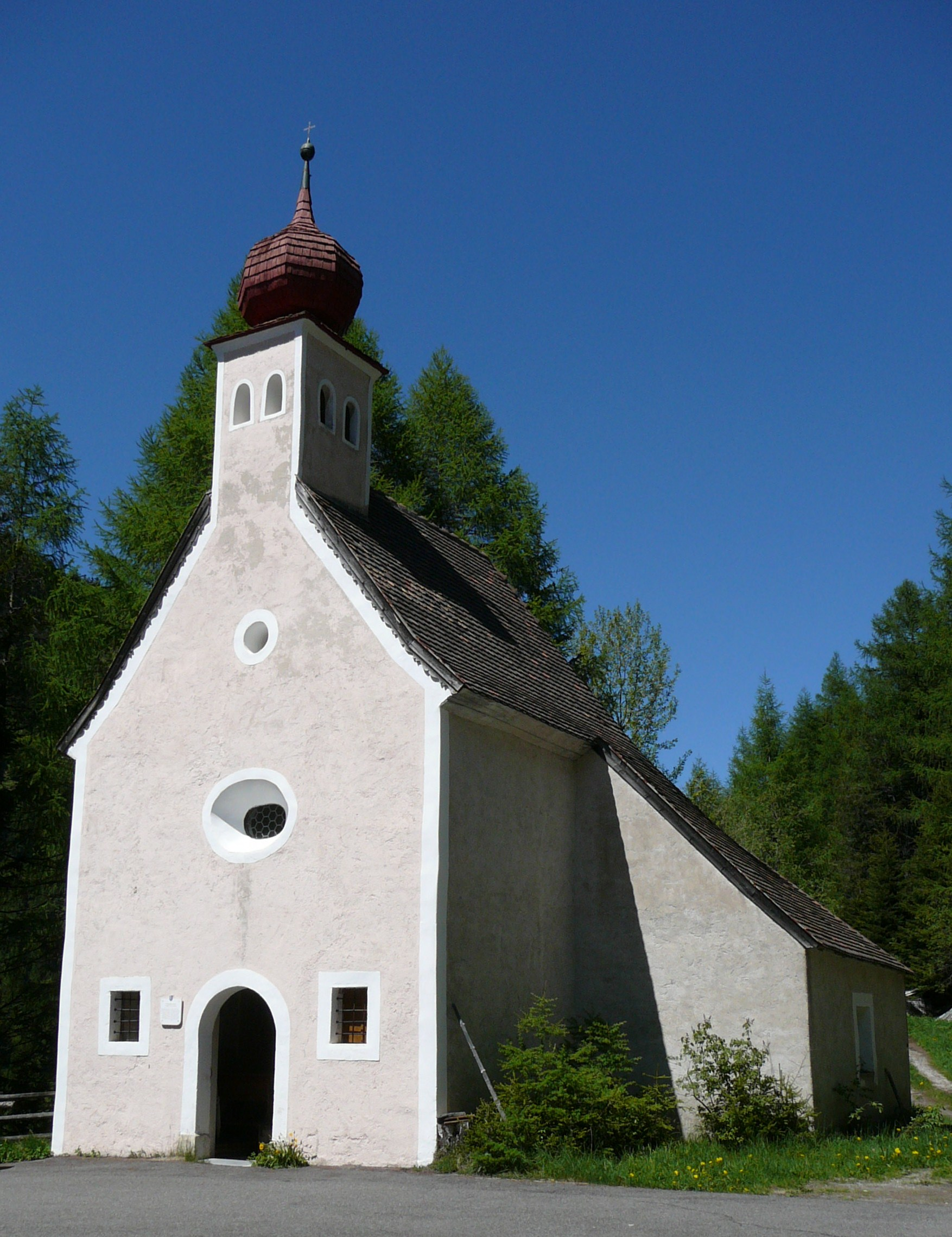
Cappella del Lupo
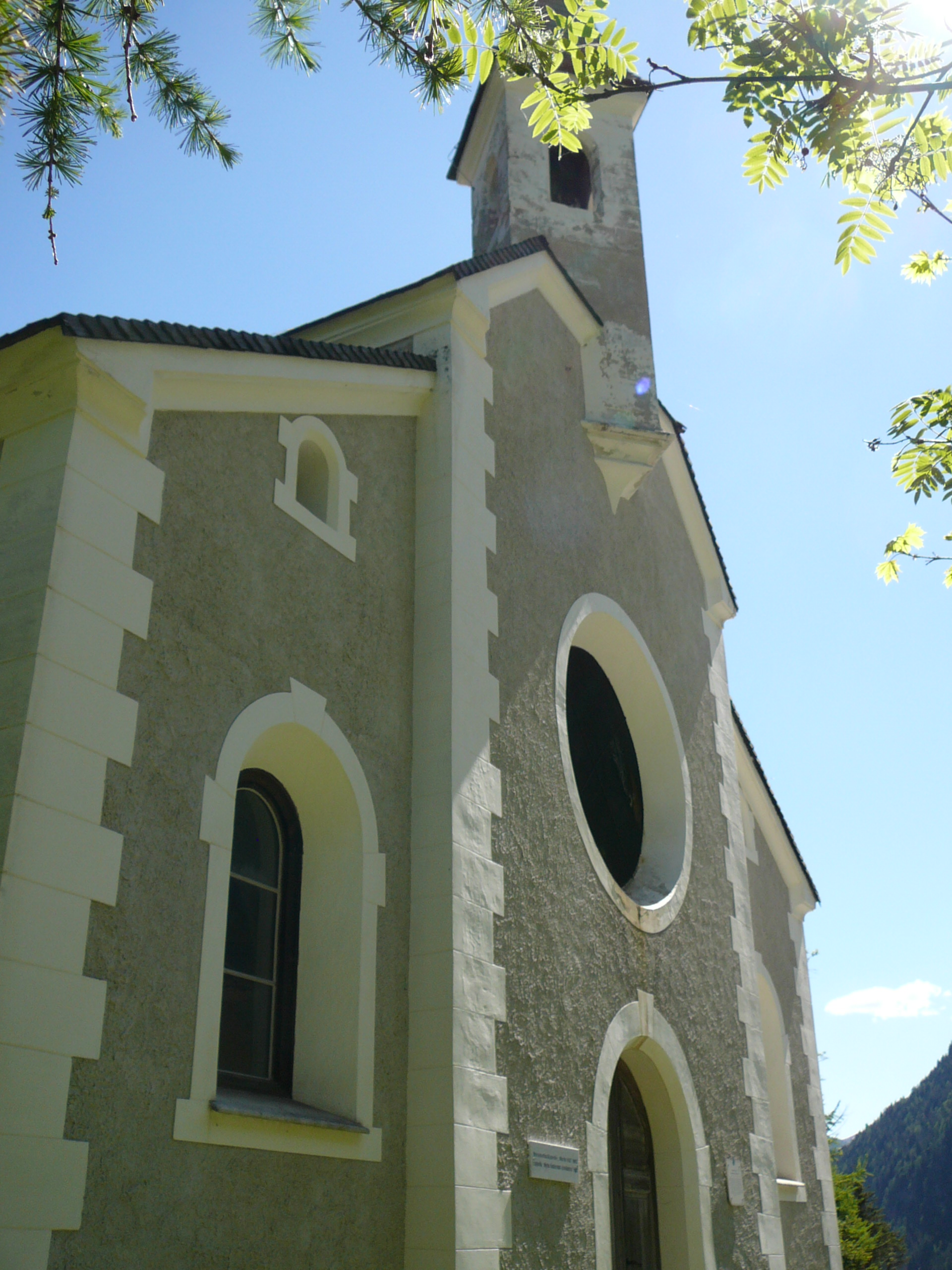
Cappella di Terme
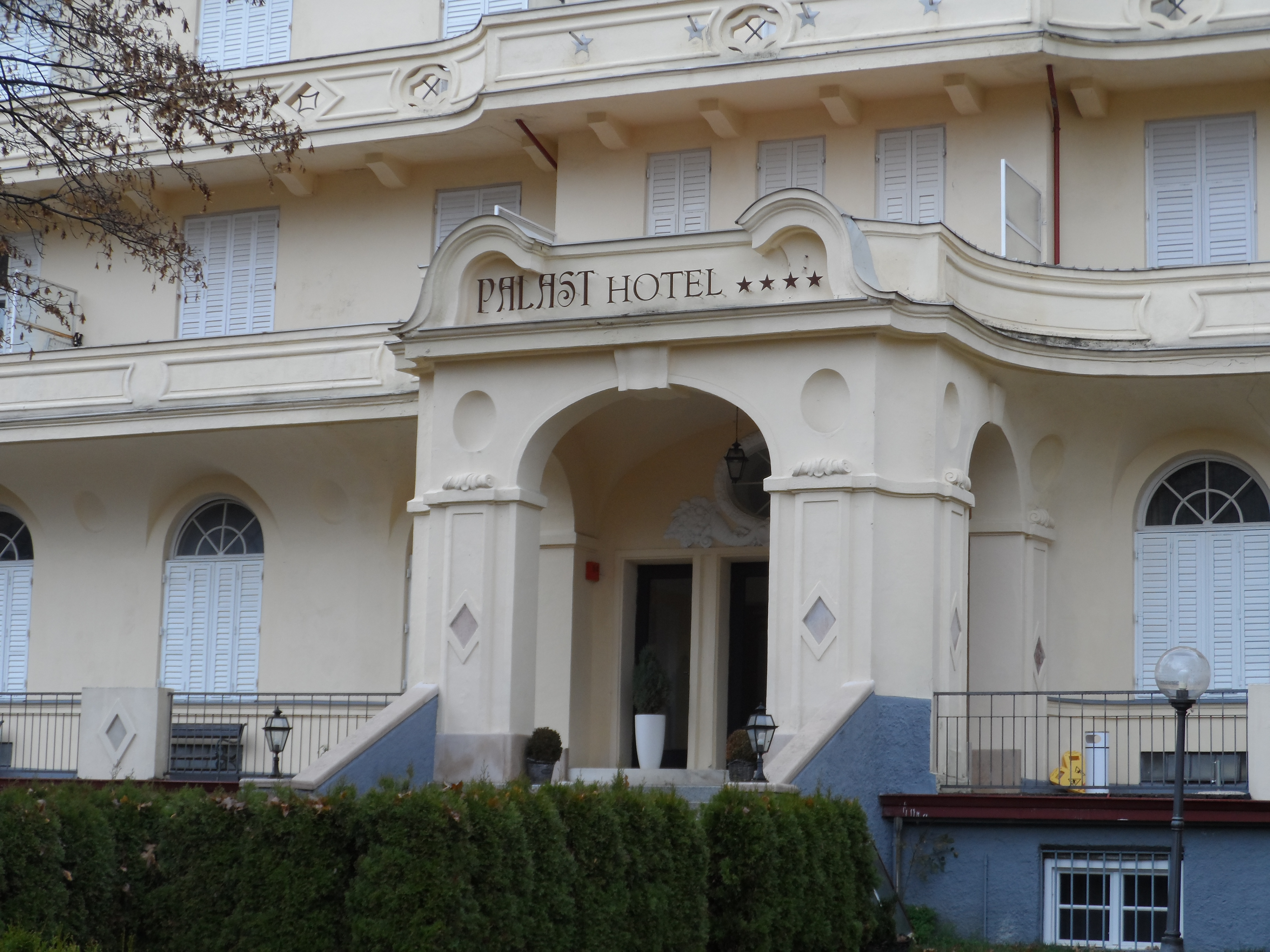
Palace Hotel

## Közlekedés
Brenner település fontos közlekedési csomópont, közút és vasút is halad át rajta, melyek a Brenner-hágón keresztül összekötik Olaszországot Közép-Európával észak–déli irányban. Az A22 és az SS 12 keresztezi a közösséget, valamint a Brenner-vasútvonal, amelynek itt két állomása is van: Brenner vasútállomás és Gossensaß vasútállomás.